# Tử đạo

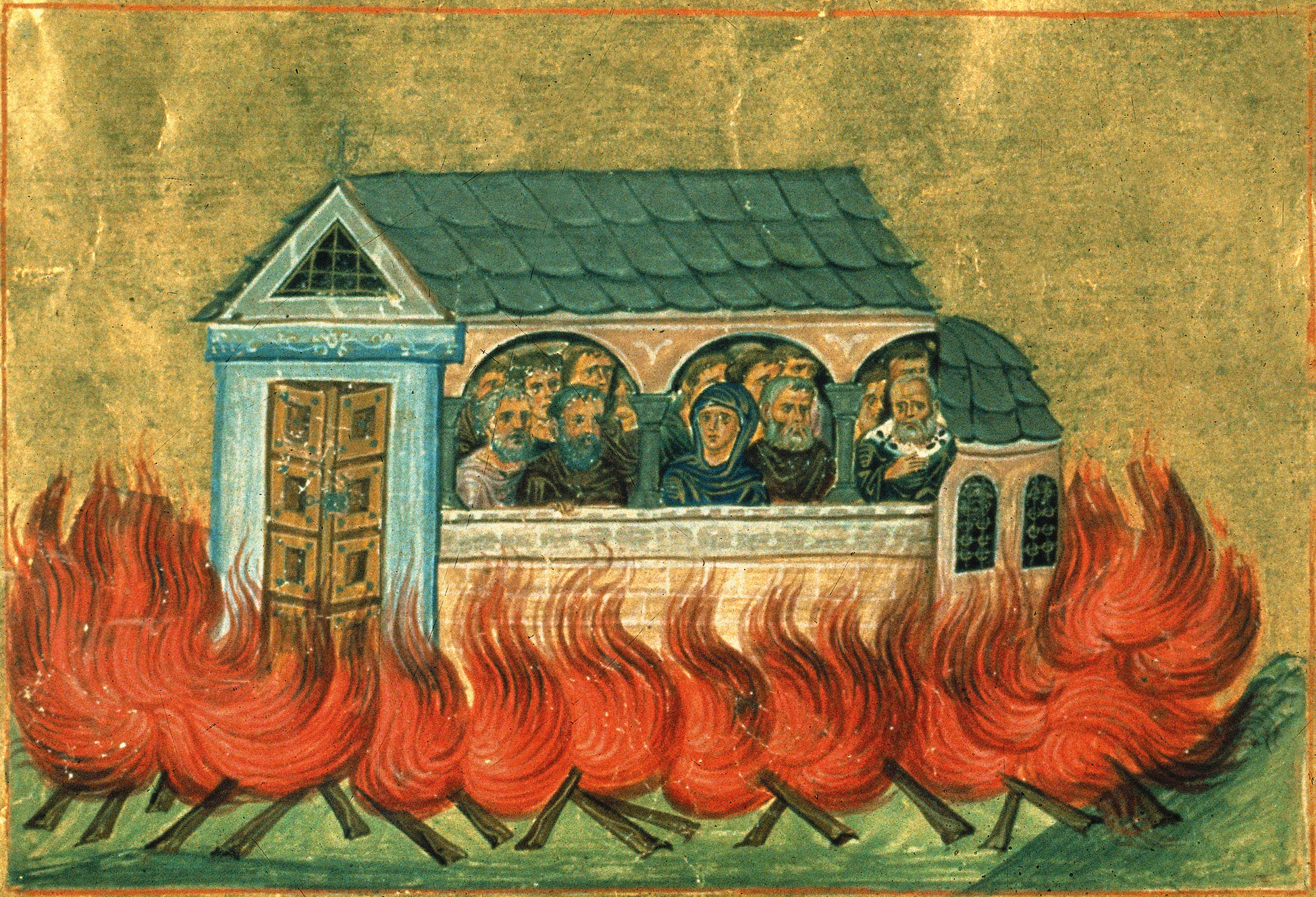
Tiểu họa trong sách thánh phụng vụ “Menologion of Basil II” mô tả cảnh 20.000 vị tử đạo ở Nicomedia, những người đã hy sinh khi lính La Mã phóng hỏa nhà thờ của họ vào ngày Giáng Sinh, năm 302 sau Công nguyên.

Những người tử đạo hay tuẫn giáo (trong nhiều ngôn ngữ phương Tây có gốc từ tiếng Hy Lạp: μάρτυς mártys, nghĩa là "nhân chứng") là những người chịu sự bức hại hoặc cái chết trong khi quyết giữ đức tin của mình, thường đề cập tới người có tôn giáo.
Hầu hết những người tử đạo được coi là thánh thiện và được các tín đồ tôn trọng, trở thành biểu tượng đặc biệt và chủ nghĩa anh hùng khi đối mặt với khó khăn. Các vị tử đạo đóng vai trò quan trọng trong các tôn giáo. Ngoài ra, họ còn có những ảnh hưởng đáng chú ý trong đời sống thế tục, bao gồm các nhân vật như Socrates, trong số các ví dụ chính trị và văn hóa khác.

## Ý nghĩa tôn giáo

### Tôn giáo phương Đông

#### Trung Quốc
Tử đạo được thúc đẩy rộng rãi bởi Trung Quốc Đồng minh Hội và Quốc Dân Đảng ở Trung Quốc hiện đại. Các nhà cách mạng đã chết trong cuộc chiến chống lại nhà Thanh trong Cách mạng Tân Hải và trong suốt thời kỳ Trung Hoa Dân Quốc, thúc đẩy sự nghiệp của cách mạng, được công nhận là tử đạo.

#### Ấn Độ giáo
Theo Stephen Knapp, mặc dù đã thúc đẩy ahimsa (bất bạo động) trong Sanatana Dharma, và không có khái niệm tử đạo, có niềm tin về bổn phận chính đáng (dharma), nơi bạo lực được sử dụng như một biện pháp cuối cùng để giải quyết sau khi tất cả các phương tiện khác đã thất bại. Ví dụ về điều này được tìm thấy trong Mahabharata. Sau khi hoàn thành cuộc lưu đày, Pandavas đã bị người anh em họ Duryodhana từ chối trả lại phần vương quốc của họ; và sau đó tất cả các phương tiện đàm phán hòa bình của Krishna, Vidura và Sanjaya đều thất bại. Trong cuộc đại chiến bắt đầu, ngay cả Arjuna cũng bị hạ gục với những nghi ngờ, ví dụ, chấp trước, buồn phiền, sợ hãi. Đây là nơi Krishna hướng dẫn Arjuna cách thực hiện nhiệm vụ của mình như một chiến binh chính nghĩa và chiến đấu. [cần dẫn nguồn]

### Tôn giáo Abraham

#### Do Thái giáo
Thánh tử đạo Do Thái như Kiddush Hashem là một ví dụ điển hình, có nghĩa "tên thánh của một vị thần" qua sự hiến dâng vì cộng đồng.

#### Kitô giáo

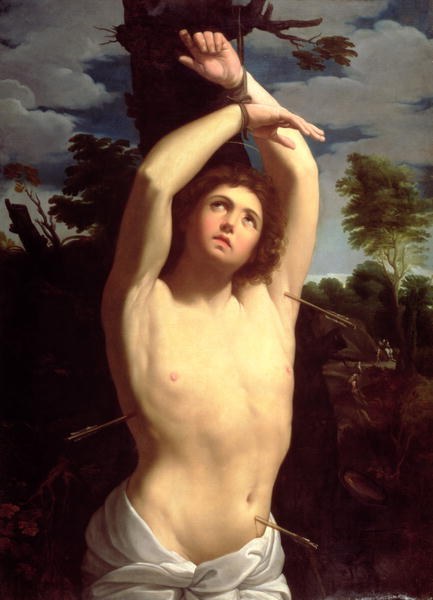
Thánh Sebastian, một vị thánh tử đạo thời giáo hội sơ khởi

Trong Kitô giáo, thánh tử đạo được xem như là mẫu hình tượng theo Chúa Giêsu chịu chết để hiến tế mình vì người khác. Người tử đạo đầu tiên là thánh Stêphanô (tên của ông có nghĩa "ngôi vua"), và những người gánh chịu tử đạo tin rằng họ sẽ được dự phần vào thiên chức "vương đế" ("ngôi vua") của Chúa Giêsu.
Trong lịch sử của Kitô giáo, từ thời sơ khai thì Kitô hữu đã bị ngược đãi bởi đế quốc La Mã, người tử đạo thường chết vì tin đạo, họ biết họ sẽ bị giết nếu không chịu bỏ đạo nhưng dường như họ không sợ vì tin rằng sẽ được vinh danh nơi thiên đàng. Thánh tử đạo thường không có ý định bảo vệ cho mình cứ mặc cho người khác đánh đập hay giết để chứng minh đức tin với Chúa Giêsu và cũng một mặt tôn vinh cái chết của Ngài. Dù vậy, nghĩa cửa thánh tử đạo không chỉ nói riêng về đức tin của tôn giáo.